# О’Фланаган, Роберт Дермот
Роберт Дермот О’Фланаган (англ. Robert Dermot O'Flanagan; 9 марта 1901, Лехинч, графство Клэр, Великобритания и Ирландия — 31 декабря 1972, Анкоридж, штат Аляска, США) —  прелат Римско-католической церкви, 1-й епископ Джуно, 2-й титулярный епископ Трикалы.

## Биография
Роберт Дермот О’Фланаган родился в городе Лехинч, графство Клэр, в Соединённом королевстве Великобритании и Ирландии 9 марта 1901 года. Обучался в доминиканской школе в Дун-Лэаре и иезуитском колледже Бельведер в Дублине. Продолжил образование в колледже Игнатиус в Валкенбюрге в Нидерландах, где был рукоположен в священники 27 августа 1929 года .
По возвращении в Ирландию, с 1930 по 1932 год, преподавал в колледже Клонгоуз Вуд в графстве Килдэр. Затем добровольцем записался на миссию в Аляску. В 1933 году прибыл в Джуно. Служил в Сьюарде, после был назначен настоятелем церкви Святого Семейства в Анкоридже. В этом храме он прослужил с 1933 по 1951 год.
9 июля 1951 года был номинирован римским папой Пием XII в первые епископы, учреждённой епархии Джуно. Епископскую хиротонию, состоявшуюся 3 октября, возглавил апостольский викарий Фрэнсис Дойл Глисон, О.И., которому сослужили епископы Чарльз Даниэль Уайт и Джозеф Патрик Догерти.
Роберт Дермот О’Фланаган участвовал в заседаниях на всех четырёх сессиях Второго Ватиканского собора, прошедших с 1962 по 1965 год. 19 июня 1968 года был отправлен на покой и поставлен титулярным епископом Трикалы на Сицилии. 13 января 1971 года ушёл на покой и с титулярной кафедры. Умер 31 декабря 1972 года и похоронен в Анкоридже.